# 欧洲华文作家协会
歐洲華文作家協會（簡稱歐華作協，英語：Association of Chinese Language Writers in Europe）於1991年在巴黎成立，為歐洲第一個華人文學團體，首任會長為作家趙淑俠女士，現任會長為李筱筠（瑞士）。目前有会员80余人，分布于22个国家。

## 協會成立
1991年3月16日，歐洲華文作家協會在巴黎成立。

## 歷任會長
- 趙淑俠（1991-1996年）(創始人，永久榮譽會長)

- 朱文輝（余心樂 (1948年)）（1996-2002年、2011-2013年）

- 莫索爾（2002-2004年）

- 俞力工（2004-2011年）

- 郭鳳西（2013-2017年）

- 麥勝梅（2017-2022年）

- 李筱筠（2022- ）

## 現任理事會
- 會長：李筱筠（瑞士）
- 副會長：杨翠屏（法国）、青峰 (杨冈)（瑞士）
- 秘書長：陳羿伶（德國）
- 司库：夏青青（德國）
- 副秘書長：常暉（奧地利）
- 理事：謝盛友（德國）、黃雨欣（德國）、穆紫荊（德国）、彭菲菲（德国）和高关中（德国）[3]

## 知名文友
- 熊秉明 - 著名法籍華人哲學家、詩人、雕塑家，中國著名數學家熊慶來之子
- 程抱一 - 法國著名華裔作家、詩人、書法家
- 楊允達 - 美國世界藝術文化學院院長、世界詩人大會主席
- 呂大明 - 青年文藝創作散文獎獲得者
- 祖慰 - 全國優秀報告文學獎獲得者
- 鄭寶娟 - 小說家、《聯合報》文學獎長篇小說獎獲得者
- 眭澔平 - 著名記者、電視主持人
- 張筱雲 - 德國僑報主編
- 丘彥明 - 聯合文學雜誌總編輯、中華民國行政院新聞局雜誌主編金鼎獎獲得者
- 白嗣宏 - 中國當代學者、作家、翻譯家
- 車慧文 - 中德雙語作家、學者
- 黃鶴昇 - 中國當代哲學家
- 韓秀 - 著名作家、中國文藝協會文藝獎章獲得者
- 霍剛 - 台灣藝術家
- 趙曼 - 旅法作家
- 林奇梅 - 旅英作家
- 孫步霏 - 台灣知名剪紙藝術家 [4] [5]

## 雙語作家
趙淑俠、楊允達、池元蓮、謝盛友、顏敏如、莫索爾、余心樂、俞力工、車慧文、青峰 (杨冈)、麥勝梅、區曼玲、西楠、朱颂瑜、方丽娜、方明 (詩人)、高麗娟、高蓓明、李筱筠、杨悦 (德国)、丁恩丽、张晓洋、常晖、黄雨欣 (作家)、林凯瑜、蔡文琪、穆紫荊

## 歐華作協文庫
1. 《歐羅巴的編鐘協奏》[6]
2. 《歐洲華文作家文選》
3. 《在歐洲天空下：旅歐華文作家文選》
4. 《對窗六百八十格》：歐洲華文作家微型小說選(上)
5. 《對窗六百八十格》：歐洲華文作家微型小說選(下)
6. 《歐洲不再是傳說》
7. 《東張西望: 看歐洲家庭教育》
8. 《迤邐文林二十年》
9. 《歐洲綠生活: 向歐洲學習過節能、減碳、廢核的日子》[7]
10. 《寫在旅居歐洲時：三十位歐華作家的生命歷程》[8]
11. 《餐桌上的歐遊食光》 [9]
12. 《尋訪歐洲名人的蹤跡》 [10]
13. 《在歐洲呼喚世界：三十位歐華作家的生命記事》 [11]
14. 《當遠方近在咫尺時: 歐華作協30周年紀念文集》[12]
15. 《追光逐影- 直擊四十部歐洲電影》[13]